# R.U.R. (фильм)
R.U.R. (Rossum’s Universal Robots) — будущий австралийско-американский научно-фантастический музыкальный фильм режиссёра Алекса Пройаса. Сценарий фильма, который также написал Пройас, основывается на пьесе чешского писателя Карела Чапека R.U.R. (1920). Главные роли в фильме исполняют Мэллори Дженсен, Линдсей Фэррис, Энтони Лапалья и Ричард Роксбург.

## Сюжет
Фильм рассказывает о девушке Елене, которая прибывает на островную фабрику Россумских универсальных роботов. Елена замышляет наделить роботов душами и освободить их от капиталистической эксплуатации, но это решение быстро приводит к непредвиденным разрушениям.

## В ролях
- Мэллори Дженсен — Елена Глори
- Линдсей Фэррис — Гарри Домин
- Энтони Лапалья
- Ричард Роксбург
- Николас Браун — доктор Гел
- Бренден Ловетт — генерал Алквист
- Си-Джей Блумфилд — Примус
- Брайан Липсон — доктор Халлемайер
- Лорен Гримсон — Амелия
- Сэмми Оллсоп — Елена Глори

## Создание

### Разработка
В августе 2023 года Алекс Пройас объявил о том, что написал сценарий адаптации пьесы чешского писателя Карела Чапека R.U.R. (1920). Пройас будет режиссёром фильма, а также продюсером вместе с Моррисом Раскиным. На сайте производственной компании MoJo Global Arts этот музыкальный научно-фантастический фильм описывается как «„Доктор Стрейнджлав“ и „Бразилия“ в сочетании с „Молодым Франкенштейном“ и „Величайшим шоуменом“».
Говоря о процессе адаптации оригинальной пьесы, Пройас сказал, что писал её с намерением сделать акцент на современных технологических достижениях. По словам Пройаса, «она рассказывает о том, что происходит сегодня в плане ИИ, но через призму этой замечательной классической сказки, поэтому многое пришлось изменить».
В 2023 году Линдсей Фэррис получил роль Гарри Домина, главного управляющего фабрикой Россумских универсальных роботов.
В октябре 2023 года Пройас объявил о запуске кампании по сбору средств для производства фильма. Пройас сказал, что это позволит ему «иметь творческую свободу, необходимую для создания оригинальных фильмов, свободных от студийного вмешательства».
В августе 2024 года к актёрскому составу фильма присоединились Мэллори Дженсен и Энтони Лапалья. В октябре Пройас объявил об участии в кастинге Ричарда Роксбурга, Николаса Брауна, Брендена Ловетта, Си-Джей Блумфилда, Брайана Липсона, Лорен Гримсон и Сэмми Оллсоп.
Пройас документировал разработку фильма в своём монетизированном блоге на Patreon
.

### Съёмки
Съёмки фильма начались 28 октября 2024 года. В ходе съёмок широко использовалось виртуальное производство на съёмочной площадке.